# Roz-Landrieux
 Roz-Landrieux  es una población y comuna francesa, situada en la región de Bretaña, departamento de Ille y Vilaine, en el distrito de Saint-Malo y cantón de Dol-de-Bretagne.

## Demografía
| 1046 | 962 | 937 | 865 | 939 | 1057 |
| Para los censos de 1962 a 1999 la población legal corresponde a la población sin duplicidades (Fuente: INSEE [Consultar]) |     |     |     |     |      |